# Rainer Zitelmann
Rainer Zitelmann (ur. 14 czerwca 1957 we Frankfurcie nad Menem) – niemiecki historyk, autor książek i przedsiębiorca.

## Życiorys
Zitelmann przyszedł na świat w 1957 roku we Frankfurcie nad Menem jako syn pisarza i teologa protestanckiego Arnulfa Zitelmanna. Według tego, co sam o sobie mówi, w wieku szkolnym był zdeklarowanym maoistą. W latach 1978–1986 studiował historię i nauki polityczne na Uniwersytecie Technicznym w Darmstadt (w 1983 zdał pierwszy egzamin państwowy z wyróżnieniem, a w 1987 r. drugi egzamin państwowy, uprawniający do nauczania, też z wyróżnieniem).
W 1986 roku Zitelmann obronił pracę doktorską z zakresu historii na Uniwersytecie Technicznym w Darmstadt i otrzymał dyplom z wyróżnieniem (summa cum laude) oraz tytuł doktora filozofii u prof. Karla Ottmer von Aretin. Jego rozprawa doktorska została również opublikowana w formie książki pod tytułem Hitler. Selbstverständnis eines Revolutionärs. W latach 1987–1992 był asystentem naukowym w Centralnym Instytucie Badań Nauk Społecznych na Wolnym Uniwersytecie w Berlinie.
W latach 1992–1993 Zitelmann pracował jako redaktor naczelny wydawnictw książkowych Ullstein und Propylänen (wówczas trzeciej co do wielkości niemieckiej grupy wydawniczej) oraz był członkiem ich zespołu zarządzającego. Wkrótce potem trafił do dziennika „Die Welt”, jednego z czołowych niemieckich periodyków. Tutaj kierował różnymi działami, a w ostatnich spędzonych tam latach przejął dział związany z nieruchomościami.
W 2000 roku założył własną firmę pod nazwą Dr. ZitelmannPB.GmbH, która z czasem wyrosła na lidera rynku doradztwa komunikacyjnego dla firm z branży nieruchomości.
W 2016 roku sprzedał przedsiębiorstwo w ramach wykupu menedżerskiego (MBO). Zitelmann do dziś z powodzeniem inwestuje, również na rynku nieruchomości, zwłaszcza w Berlinie.
W latach 1999–2009 kupował po okazyjnych cenach nieruchomości mieszkalne, a po 2015 roku większość z nich sprzedał. Dzięki tym inwestycjom dorobił się majątku.
W 2017 roku Zitelmann po raz drugi obronił doktorat z wyróżnieniem magna cum laude, tym razem z socjologii, otrzymując tytuł doktora nauk politycznych na Wydziale Ekonomii i Nauk Społecznych Uniwersytetu w Poczdamie. Obroną kierował profesor Wolfgang Lauterbach, czołowy niemiecki socjolog i badacz zjawiska bogactwa (jego powstawania i dystrybucji). Zitelmann przedstawił rozprawę pod tytułem: Osobowości i wzorce zachowań zamożnej elity w Niemczech. Badanie zostało opublikowane w języku angielskim pod tytułem The Wealth Elite.

## Publikacje historyczne

### Światopogląd Hitlera
W swojej pierwszej rozprawie Zitelmann, opierając się na obszernych źródłach, zrekonstruował sposób myślenia Hitlera, a w szczególności jego poglądy społeczne, ekonomiczne i te dotyczące polityki wewnętrznej. Jednym z rezultatów jego badań była obserwacja, że sprawy społeczne i ekonomiczne pochłaniały Hitlera o wiele bardziej niż pierwotnie zakładano. Zitelmann wykazał, że wbrew wcześniejszym przypuszczeniom, w filozofii Hitlera motywy antykapitalistyczne i społeczno-rewolucyjne odgrywały istotną rolę oraz że Hitler uważał się za rewolucjonistę.
Książka ta doczekała się recenzji w wielu międzynarodowych czasopismach. Klemens von Klemperer napisał w „Journal of Modern History”: „Zitelmann postanowił powstrzymać się od ustnych osądów; dlatego tym głośniej przemawiają jego skrupulatne i odpowiedzialne badania. Jego książka stanowi kamień milowy w naszym rozumieniu Adolfa Hitlera”.
Po tej rozprawie Zitelmann opublikował jeszcze inne książki dotyczące historii Niemiec w XX wieku.

## Publikacje socjologiczne

### Psychologia superbogatych
W 2017 roku opublikowano badanie Zitelmanna dotyczące osób zamożnych z dwu- lub trzycyfrowym milionowym majątkiem pod tytułem The Wealth Elite. W badaniu znalazły się obszerne wywiady z czterdziestoma pięcioma bardzo zamożnymi osobami, w większości przedsiębiorcami, którzy doszli do majątku własną pracą i przedsiębiorczością. Mamy tutaj do czynienia z badaniem jakościowym z zakresu nauk społecznych, ponieważ nie ma reprezentatywnych prób dla grupy superbogatych. Większość respondentów to multimilionerzy, którzy sami wypracowali swój majątek. Badanie pokazuje, że wiele osób spośród grona superbogatych prowadziła interesy już w szkole lub w czasie studiów. Natomiast nie odnotowano, żeby poziom wykształcenia badanych miał decydujący wpływ na poziom zamożności w grupie: w ćwiartce badanych z największym majątkiem (majątek od 300 mln. do 3 mld euro) znajdowało się jeszcze więcej osób bez wykształcenia niż w ćwiartce z najmniejszym majątkiem (aktywa na poziomie od 10 do 30 mln euro). Przy podejmowaniu decyzji osoby zamożne zwykle rzadziej kierują się analizami, a raczej działają intuicyjnie. Poza tym badanie wykazało, że wiedza uzyskana w wyniku doświadczeń zawodowych, często nieformalnych, okazywała się o wiele ważniejsza niż edukacja akademicka. Wszyscy respondenci wypełnili test osobowości oparty na zasadach Wielkiej Piątki (Big-Five). Stwierdzono, że sumienność osób bardzo zamożnych znajduje się na wyjątkowo wysokim poziomie, natomiast neurotyczność okazała się słabym czynnikiem. Wyraźnie dała się także zauważyć ekstrawersja i otwartość na nowe doświadczenia. Było to zgodne z wynikami uzyskanymi we wcześniejszych badaniach. Dotychczasowe badania nie doceniały natomiast roli, jaką w osiąganiu sukcesu finansowego ludzi najzamożniejszych odegrały umiejętności sprzedażowe. Sami badani natomiast cenią sobie te umiejętności niezwykle wysoko. Większość osób zamożnych wspominała także o tym, że na ich drodze do bogactwa często dotykały ich poważne kryzysy i niepowodzenia, a w wywiadach okazało się, że wszyscy radzili sobie z tymi niefortunnymi okolicznościami w podobny sposób. Jako istotną konkluzją płynącą z tych badań można uznać stwierdzenie: wielu superbogaczy to nonkonformiści, którzy wielokrotnie płynęli pod prąd i to pomogło im osiągnąć bogactwo. Badanie przyciągnęło uwagę całego świata i zostało opublikowane w języku niemieckim, angielskim, chińskim oraz koreańskim. „Financial Times” napisał: „Rainer Zitelmann’s study of the psychology of the super rich is an ambitious project. Few could be better qualified for it than Dr Zitelmann – an historian, sociologist, journalist, businessman and investor. There has been no comparable study and it is a compelling read for all who need to understand the characteristics and motivations of rich entrepreneurs. These people drive economic growth, back innovation, create jobs and finance philanthropic projects. So why has such a study never been attempted before? It is hard to access these people and design questionnaires that generate a meaningful response”. („Badanie psychologicznych uwarunkowań osób superbogatych przeprowadzone przez Rainera Zitelmanna to projekt ambitny. Naprawdę niewiele osób nadawałoby się do tego zadania lepiej niż dr Zitelmann – historyk, socjolog, dziennikarz, a także przedsiębiorca i inwestor. Podobne badania nigdy wcześniej nie zostały przeprowadzone i jest to wręcz fascynująca lektura dla wszystkich, którzy pragną zrozumieć, jakie cechy i motywacje napędzają do działania bogatych przedsiębiorców. To ci ludzie bowiem przyczyniają się do wzrostu gospodarczego, wspierają innowacje, tworzą miejsca pracy, a niekiedy finansują filantropijne projekty. Dlaczego więc nigdy wcześniej nie podjęto takich badań? Może dlatego, iż trudno uzyskać dostęp do tych osób. Wyzwaniem jest także stworzenie ankiet, które dałyby sensowne wyniki.)

### Uprzedzenia i stereotypy dotyczące bogatych
W 2020 roku ukazała się książka Zitelmanna zatytułowana Bogaci w opinii publicznej. Autor krytykuje fakt, że naukowe badania nad uprzedzeniami jak dotąd prawie wcale nie zajmowały się mniejszością bogatych. Jego praca opiera się na międzynarodowym badaniu przeprowadzonym przez instytuty badawcze Allensbach i Ipsos MORI w Niemczech, USA, Wielkiej Brytanii oraz Francji. Na podstawie ankiety wyodrębniono trzy grupy: „zazdrosną społecznie”, „niezazdrosną” i „ambiwalentną”. W grupie zazdrosnych znalazło się 33 proc. Niemców, 34 proc. Francuzów, 20 proc. ankietowanych z USA i 18 proc. z Wielkiej Brytanii. Współczynnik zazdrości społecznej przedstawia stosunek zazdrosnych do niezazdrosnych w danym kraju. Wartość 1 oznacza, że liczba osób zazdrosnych i niezazdrosnych jest taka sama. Przy wartości poniżej 1 przeważa liczba osób, które nie odczuwają wyraźnej zazdrości społecznej, a przy wartości powyżej 1 przeważa liczba osób z wyraźną zazdrością społeczną. Współczynnik zazdrości społecznej powstaje wtedy, gdy grupę osób zazdrosnych społecznie zestawi się w stosunku do grupy osób pozbawionych zazdrości. Zgodnie z powyższym schematem zazdrość społeczna największa jest we Francji (1,26), a następnie w Niemczech (0,97). W USA (0,42) i Wielkiej Brytanii (0,37) współczynnik ten jest znacznie niższy. O odrębności tych kategorii świadczy przede wszystkim fakt, że określone w ten sposób grupy zazdrosnych i niezazdrosnych różnią się znacznie, jeśli chodzi o nadawanie rangi kilkudziesięciu innym pojęciom. Grupa zazdrosnych jako najczęstsze cechy osobowości ludzi bogatych wymieniła na przykład egoizm, bezwzględność, materializm, arogancję, chciwość, chłód uczuciowy i powierzchowność. Tylko dwie z dwudziestu pięciu tych cech, które najczęściej wymieniały osoby zazdrosne społecznie, są pozytywne, natomiast aż dwadzieścia trzy negatywne. Natomiast najczęstszymi cechami osobowości bogatych z punktu widzenia grupy niezazdrosnych były pracowitość, inteligencja, śmiałość, materializm, pomysłowość i wizjonerskie myślenie.
Po opublikowaniu swojego badania Zitelmann zlecił przeprowadzenie ankiet w innych krajach, po czym opublikował ich wyniki w 2021 r. w artykule w „Economic Affairs” zatytułowanym: „Stosunek do bogactwa w siedmiu krajach: Współczynnik Zazdrości Społecznej i Indeks Nastrojów Bogatych”.

## Publikacje
Zitelmann pisze dla wielu mediów europejskich i amerykańskich, np. dla gazet takich jak „Die Welt”, „FAZ”, „Focus” (Niemcy), „Neue Zürcher Zeitung”, „Weltwoche” (Szwajcaria), „Daily Telegraph”, „Citiy AM” (Wielka Brytania), „Forbes”, „Washington Examiner”, „National Interest”, „Townhall” (USA), „Linkiesta” (Włochy). Głównymi tematami, jakimi się zajmuje i które opisuje są obrona kapitalizmu i badania nad uwarunkowaniami powstawania oraz dystrybucją bogactwa.
Zitelmann napisał i wydał dotychczas kilkadziesiąt książek.
Polskie publikacje:
- Weź przykład z najlepszych, Freedom Publishing, Wrocław 2021, ISBN 978-8-39604-986-5.
- Kapitalizm to nie problem - to rozwiązanie, Freedom Publishing, Wrocław 2022, ISBN 978-83-960498-9-6.
- Jak zbudować bogactwo oraz jak je później zachować, Freedom Publishing, Wrocław 2023, ISBN 978-83-67480-05-5.
- W obronie kapitalizmu. Odpowiedź krytykom, Freedom Publishing, Wrocław 2023, ISBN 978-83-67480-06-2.
- Wzlot Białego Orła. O tym, jak Polska wydobyła się z ubóstwa, Freedom Publishing, Wrocław 2024, ISBN 978-83-67480-15-4.

W wersji angielskiej ukazały się:
- The Nazi Elite, New York Univ Pr, New York 1993, ISBN 978-0-81477-950-7.
- Hitler: The Policies of Seduction, Allison & Busby, London 2000, ISBN 978-1-90280-903-8.
  - Nowe wydanie: Hitler's National Socialism. Management Books 2000, Oxford 2022, ISBN 978-1-852-52790-7. Zaktualizowana wersja z przedmową: O najnowszej historiografii Hitlera i narodowego socjalizmu (1996-2020).
- Dare to be Different and Grow Rich, Indus Source Books, Mumbai 2012, ISBN 978-8-18856-937-3.
- The Wealth Elite: A groundbreaking study of the psychology of the super rich, Lid Publishing, London and New York 2018, ISBN 978-1-91149-868-1.
- The Power of Capitalism: A Journey Through Recent History Across Five Continents, Lid Publishing, London and New York 2018, ISBN 978-1-91255-500-0.
- Dare to be Different and Grow Rich: The Secrets of Self-Made People, Lis Publishing, London and New York 2019, ISBN 978-1-91255-567-3.
- The Art of a Successful Life: The Wisdom of the Ages from Confucius to Steve Jobs, Lid Publishing, London and New York 2020, ISBN 978-1-91255-567-3.
- The Rich in Public Opinion: What We Think When We Think about Wealth, Cato Institute, Washington 2020, ISBN 978-1-94864-767-0.
- How People Become Famous: Geniuses of Self-Marketing from Albert Einstein to Kim Kardashian. Management Books 2000. Gloucestershire 2021, ISBN 978-1-85252-789-1.
- In Defense of Capitalism, Republic Book Publishers 2023, ISBN 978-1-64572-073-7.
- El Odio a Los Ricos, El Mercurio, Santiago 2023, ISBN 978-956-6260-05-9.
- Unbreakable Spirit, Atlas Elite Publishing, ISBN 978-1-962825-04-7.
- How Nations Escape Poverty, Encounter Books, ISBN 978-1-64177-395-9.

Przypisy
1. 1 2  Porównaj: Kiedy jesteś wypalony, zacznij od nowa! Moje życie jako historyka, dziennikarza i inwestora. FinanzBuch Verlag, Monachium 2017, ISBN 978-3-95972-031-1.
2. ↑  Hitler: The Policies of Seduction, Allison & Busby, London 2000, ISBN 978-1-90280-903-8.
3. ↑  Historiker | Rainer Zitelmann, Hitler. Selbstverständnis eines Revolutionärs [online], historiker-zitelmann.de [dostęp 2024-04-25] (niem.).
4. ↑  https://www.historiker-zitelmann.de//wp-content/uploads/2013/10/Journal_of_Modern_History-Vol61.pdf
5. ↑  Book Review: The Wealth Elite - FTAdviser [online], ftadviser.com [dostęp 2024-04-25] (ang.).
6. ↑  The Rich in Public Opinion [online], com/the-rich-in-public-opinion.html#comment-13 [dostęp 2024-04-25] (ang.).
7. ↑  https://onlinelibrary.wiley.com/doi/10.1111/ecaf.12468.